# Acasta cyathus
Acasta cyathus är en kräftdjursart som beskrevs av Darwin 1854. Acasta cyathus ingår i släktet Acasta och familjen Archaeobalanidae. Inga underarter finns listade i Catalogue of Life.